# Taneytown
Taneytown è un comune degli Stati Uniti d'America, nella contea di Carroll nello Stato del Maryland.